# Henry Bence Jones

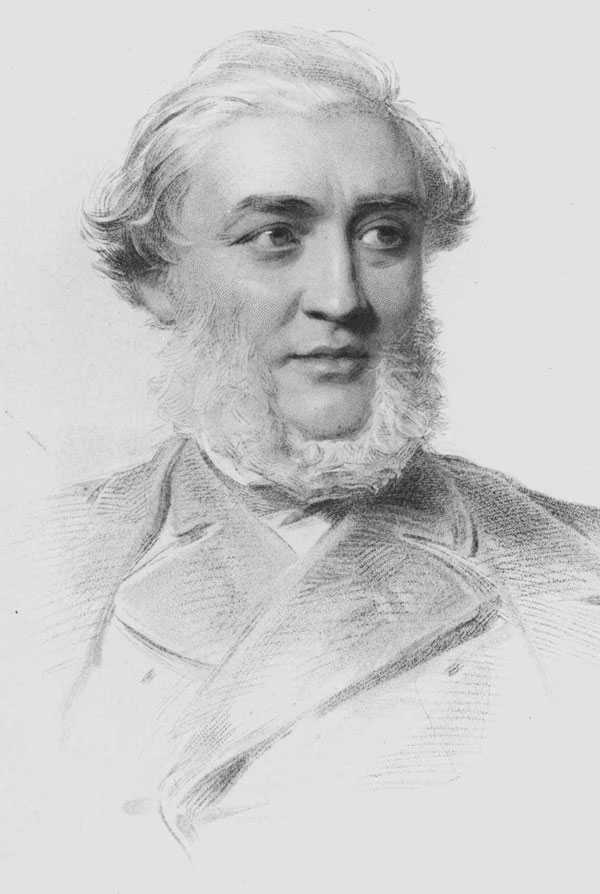
Henry Bence Jones (Gemälde von George Richmond), um 1865

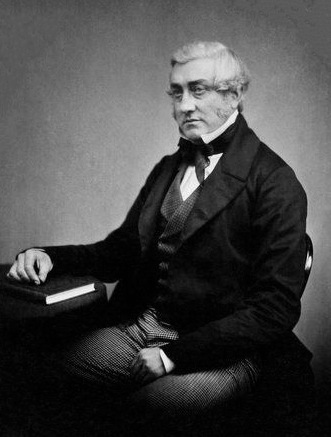
Henry Bence Jones (undatierte Fotografie)

Henry Bence Jones (* 31. Dezember 1813 in Yoxford, Suffolk; † 20. April 1873 in London) war ein englischer Arzt und prominentester Vertreter der Klinischen Chemie im England des 19. Jahrhunderts. Nach ihm ist das Bence-Jones-Protein benannt.

## Leben
Henry Bence Jones war der Sohn des Kavallerieoffiziers William Jones (* um 1776; † 1843) und dessen Frau Matilda Sparrow Bence (* 1791). Ab 1827 besuchte er die Harrow School. Von 1832 bis 1836 studierte er am Trinity College der Universität Cambridge. Für ihn war ursprünglich eine kirchliche Laufbahn vorgesehen, doch nach seinem Abschluss mit dem Bachelor of Arts entschied er sich gegen eine solche. Stattdessen absolvierte er ein anderthalbjähriges Praktikum beim Apotheker des St. George’s Hospitals in London. Am 1. Oktober 1838 schrieb sich Bence Jones schließlich als Medizinstudent ein. Im Frühjahr 1839 kehrte er aufgrund seiner Erkrankung an Rheumatischem Fieber in seine Heimat zurück.
Nach seiner Rückkehr nach London im Herbst 1839 studierte Bence Jones am University College London bei Thomas Graham. Dessen Assistent George Fownes hatte in Gießen bei Justus von Liebig gearbeitet und unterrichtete Henry Bence Jones in Organischer Chemie. Im Oktober 1840 nahm dieser sein Medizinstudium wieder auf und legte im darauffolgenden Frühjahr sein Examen ab.
Mit Empfehlung seiner früheren Lehrer Graham und Fownes verbrachte Henry Bence Jones das folgende halbe Jahr im Gießener Labor Justus von Liebigs, eine Erfahrung, die sein Wirken als Klinischer Chemiker nachhaltig prägte.
Nach seiner Rückkehr aus Gießen war Bence Jones wieder am St. George’s Hospital tätig. 1842 erhielt er den Master-Abschluss der Universität Cambridge und eröffnete seine Praxis. Neben seiner Arbeit im Labor am St. George’s Hospital hielt er in Vertretung George Fownes’ Vorlesungen in Organischer Chemie. Ab Dezember 1845 war er als assistant physician in der Klinik tätig, im Folgejahr wurde er physician. Ebenfalls 1849 erfolgte die Verleihung der medizinischen Doktorwürde durch die Universität Cambridge.
Henry Bence Jones’ Praxis genoss einen guten Ruf, zu seinen Patienten und Freunden zählten Thomas Henry Huxley, Charles Darwin, Hermann von Helmholtz, Michael Faraday und August Wilhelm von Hofmann. Florence Nightingale bezeichnete ihn als „best clinical doctor“ Londons.
1862 gab Bence Jones seine Stelle am St. George’s Hospital auf. Seine Gesundheit verschlechterte sich ab 1866 zunehmend. Zu Beginn des Jahres 1873 gab er seine Praxis auf und verstarb am 20. April desselben Jahres in seiner Londoner Wohnung in der Brook Street an einer Herzinsuffizienz. Bence Jones wurde auf dem Kensal Green Cemetery bestattet.
Henry Bence Jones war ab Mai 1842 mit Lady Millicent French Acheson (1812–1887) verheiratet. Das Paar hatte sieben Kinder, vier Töchter und drei Söhne.

## Werk
Henry Bence Jones ist heute vor allem durch das nach ihm benannte Bence-Jones-Protein bekannt, das er 1847 beschrieb. Der Hämatologe Robert A. Kyle geht davon aus, dass dieses Protein bereits 1846 von Johann Florian Heller beschrieben wurde. Bence Jones steht nach Kyle vielmehr das Verdienst zu, auf die diagnostische Bedeutung des Auftretens des Proteins bei der später als Multiples Myelom bezeichneten Krebserkrankung hingewiesen zu haben. Der eigentliche Charakter des Bence-Jones-Proteins wurde erst im 20. Jahrhundert enthüllt, mit seiner Beschreibung als „hydrated deutoxide of albumin“ irrte Bence Jones.
Aufgrund seines Wirkens auf dem Gebiet der Klinischen Chemie wird Bence Jones als prominentester Vertreter dieses Fachs im England des 19. Jahrhunderts bezeichnet. Er führte Harnanalysen durch, untersuchte den Einfluss diätischer Maßnahmen auf die Zusammensetzung des Urins und experimentierte in Tierversuchen zur Verweildauer von Arzneistoffen im Körper.

## Mitgliedschaften und Ehrungen
Im Jahr 1842 erhielt Henry Bence Jones das Licentiate of the Royal College of Physicians (LRCP). 1846 wurde er Mitglied der Royal Society, die Mitgliedschaft im Royal College of Physicians folgte 1849. 1860 wurde er zum Sekretär der Royal Institution ernannt, diese Position hatte er bis zu seinem Tod inne.

## Schriften
Eine umfassende Bibliographie findet sich in Fine: Henry Bence Jones.
- On gravel, calculus and gout; chiefly an application of Prof. Liebig’s physiology to the prevention and cure of these diseases. Taylor & Walton, London, 1842.
- On a new substance occurring in the urine of a patient with “mollities ossium”. Phil Trans Royal Soc London 55–62, 1848. (Volltext)
- Chemistry of urine. 1857.
- On animal chemistry in its application to stomach and renal diseases. 1856.
- Lectures on some of the applications of chemistry and mechanics to pathology and therapeutics. 1867.
- Lectures on matter and tone. Croonian Lectures; College of Physicians, 1868. (Volltext)
- The life and letters of Faraday. 2 Bd., Longmans, Green, London 1870. (Volltext Band 1, Volltext Band 2)
- The Royal institution: its founder and its first professors. Longmans, Green, London 1871. (Volltext)